# Krzęcin (Powiat Choszczeński)
Krzęcin (deutsch Kranzin, früher auch Cranzin) ist ein Dorf in und Sitz der Landgemeinde Gmina Krzęcin in der polnischen Woiwodschaft Westpommern. Es ist dem Powiat Choszczeński (Arnswalder Kreis) zugeordnet.

## Geographische Lage
Krzęcin liegt in der Neumark, etwa elf Kilometer südöstlich der Stadt Arnswalde (Choszczno) an einer Nebenstraße, die Smoleń (Karlsburg) an der Wojewodschaftsstraße 160 (Suchań (Zachan) – Dobiegniew (Woldenberg)) mit Chłopowo (Schwachenwalde) verbindet. Im Dorf Krzęcin kreuzt sie eine west-östliche Verbindungsstraße von Pełczyce (Bernstein) nach Zieleniewo (Sellnow).
Bahnstation ist das zwei Kilometer östlich gelegene Słonice (Kleeberg) an der Bahnstrecke Poznań–Szczecin.

## Ortsname
Die deutsche Ortsbezeichnung Kranzin findet sich nur hier. Der polnische Name Krzęcin kommt noch einmal in der Woiwodschaft Kleinpolen vor.

## Geschichte
Ebenso wie die Nachbarorte Schönfeld (polnisch: Żeńsko) und Schwachenwalde (Chłopowo) gab es Kranzin bereits um 1300.
Das Dorf war Teil eines Ritterguts. 1319 hatte die Familie von Hagen hier Besitz,  1337 wird hier die Buschmühle erwähnt. Im 18. Jahrhundert befand sich die Ortschaft im Besitz der Familie von Rohwedel, um 1858 im Besitz der Familie Glahn.
Bis 1945 gehörte das Dorf zum Landkreis Arnswalde, von 1816 bis 1939 zum Regierungsbezirk Frankfurt der preußischen Provinz Brandenburg, von 1939 bis 1945 im Regierungsbezirk Grenzmark Posen-Westpreußen der Provinz Pommern. Mit den Gemeinden Augustwalde (polnisch: Rębusz), Hitzdorf (Objezierze), Schwachenwalde (Chłopowo) und Sophienhof (Przybysław) bildete Kranzin den Amtsbezirk Schwachenwalde im Amtsgerichtsbereich Arnswalde (Choszczno).
Gegen Ende des Zweiten Weltkriegs wurde die Region im Frühjahr 1945 von der Roten Armee besetzt. Bald darauf wurde Kranzin unter polnische Verwaltung gestellt. In der Folgezeit wurden die Dorfbewohner vertrieben. Kranzin erhielt den Namen Krzęcin.
Kranzin wurde in das Powiat Choszczeński der Woiwodschaft Westpommern (bis 1998 Woiwodschaft Gorzów) eingegliedert.

### Einwohnerzahlen
- 1816: 0258[4]
- 1840:  0512[5]
- 1858: 0558[1]
- 1871:  0627[6]
- 1910: 1007
- 1925:  0927, darunter 36 Katholiken, keine Juden[7]
- 1933:  0786[8]
- 1939:  0786[8]

## Kirche
Vor 1945 bildete Kranzin, dessen Kirche aus dem Jahre 1910 stammt, ein Kirchspiel mit den Orten Baumgarten (Probolno), Friedrichshof, Grieses Bauernhof, Hochland (Wyszyna), Ludwigswunsch (Sobolewo), Marienhof Mühle, Schäferei Vorwerk, Wilhelmshof und Ziegelei. Es gehörte zum Kirchenkreis Arnswalde in der Kirchenprovinz Brandenburg der evangelischen Kirche der Altpreußischen Union.
Seit dem 11. Mai 2000 besteht in Krzęcin eine katholische Pfarrei, die den gleichen Namen wie den der Pfarrkirche Św. Jana Chrzciciela (Johannes der Täufer) trägt. Sie gehört zum Dekanat Choszczno (Arnswalde) im Erzbistum Stettin-Cammin der Katholischen Kirche in Polen. Hier lebende evangelische Kirchenglieder sind dem Pfarramt in Gorzów Wielkopolski (Landsberg a.d. Warthe) in der Diözese Breslau der Evangelisch-Augsburgischen Kirche in Polen zugeordnet. Kirchort ist Barlinek (Berlinchen).

## Partnerschaften
- Franzburg, Stadt in Mecklenburg-Vorpommern (Deutschland)
- Randowtal, Gemeinde in Brandenburg (Deutschland).

## Persönlichkeiten
- Ryszard Konkolewski (* 1952), Radrennfahrer